# Contacts (Microsoft)
Contact est le gestionnaire d’adresses de Microsoft, associé à la messagerie Outlook.com.

## Historique

Logo de Windows Live Contacts en 2010

Le carnet d’adresse a suivi les évolutions des services web de Microsoft. Il s’est ainsi nommé Windows Live People puis Windows Live Contacts. C’était alors un service faisant partie de la suite de Microsoft Windows Live interagissant avec Windows Live Hotmail, Windows Live Messenger, Windows Live Spaces, Windows Live Mail et Windows Live Profile afin de fournir aux utilisateurs l'accès à la page de profil et d'information de leurs correspondants. Il permet aux utilisateurs de partager des informations de tout type, avec de multiples groupes de contacts. 
Il a intégré et remplacé MSN Web Messenger.

## Fonctions
- Si quelqu'un met à jour ses coordonnées, la modification est faite chez tous les contacts,
- Messagerie instantanée,
- Import de donnée depuis les réseaux sociaux (Facebook, MySpace, LinkedIn) et fusion des contacts.